# Nycteris intermedia
Nycteris intermedia је врста сисара из реда слепих мишева и породице Nycteridae. 

## Распрострањење
Врста има станиште у Анголи, Габону, Гани, ДР Конгу, Екваторијалној Гвинеји, Камеруну, Либерији, Обали Слоноваче и Танзанији.

## Станиште
Врста Nycteris intermedia има станиште на копну.

## Угроженост
Ова врста није угрожена, и наведена је као последња брига јер има широко распрострањење.

### Популациони тренд
Популација ове врсте се смањује, судећи по расположивим подацима.